# Tadzjiekse roebel

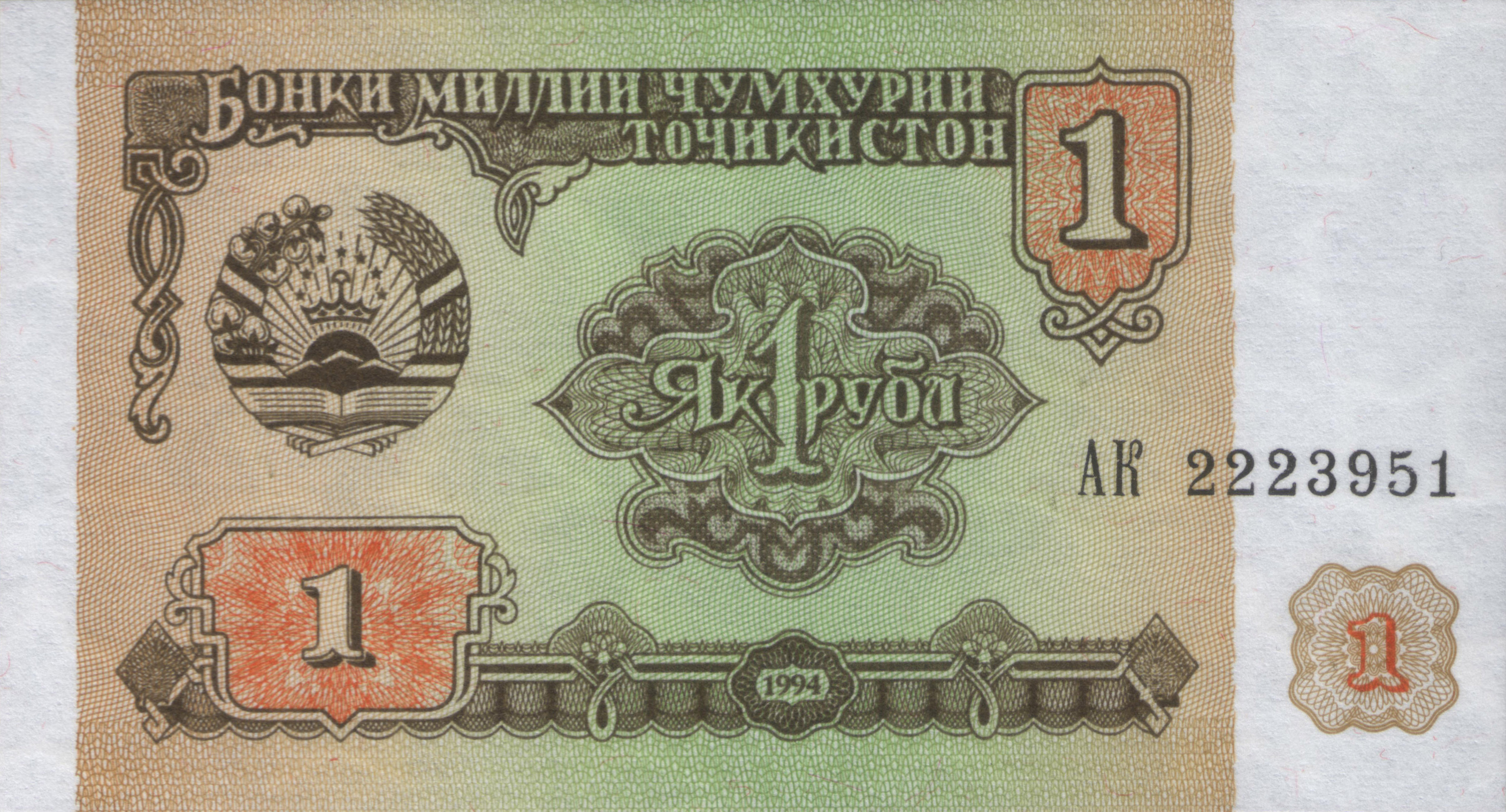
één Tadzjiekse roebel
(n.b.: gedrukt in 1994)

De Tadzjiekse roebel was tussen 10 mei 1995 en 29 oktober 2000 het wettige betaalmiddel van Tadzjikistan. Het was verdeeld in 100 tanga, hoewel er geen bankbiljetten of munten in deze coupure werden uitgegeven. 

## Geschiedenis
Net als andere republieken van de voormalige Sovjet-Unie bleef Tadzjikistan na zijn onafhankelijkheid de Sovjet-roebel gebruiken. Op 26 juli 1993 gaf Rusland een nieuwe roebel uit ter vervanging van de oude Sovjet-roebel. In Tadzjikistan stopten de Sovjet-roebels met de circulatie op 8 januari 1994 en op 10 mei 1995 verving de Tadzjiekse roebel de Russische roebel. van 1 TJR = 100 RUB. Van alle voormalige voormalige sovjetrepublieken was Tadzjikistan de laatste die zijn eigen munt uitgaf. Op 30 oktober 2000 verving de Tadzjiekse somoni de Tadzjiekse roebel met een wisselkoers van 1 TJS = 1.000 TJR.

## Biljeten
De Tadzjiekse roebel-bankbiljetten vertonen een zekere gelijkenis met de Sovjet-roebelserie uitgegeven in 1961, 1991 en 1992 wat betreft kleuren en rangschikking van objecten. In feite werden deze bankbiljetten gedrukt door het Russische bedrijf Goznak, dat verantwoordelijk was voor het drukken van Sovjet-bankbiljetten en postzegels.